# 玫红色
玫紅色又稱玫瑰色，是紅色系中比較偏冷的一種顏色，比標准紅色要更接近紫色，在繪畫中常用玫紅和鈷藍相配，形成一種有紫色調的灰色，可以用来描繪多種陰影，單獨使用適合在冷色調的畫面中描繪紅色物體，以與整个畫面更加協調。

## JIS慣用色名
薔薇色是日本產業規格「JIS Z 8102:2001」中的規範色名，由孟賽爾表色系表示數值，以「薔薇」命名，在日文中「薔薇（バラ）」通常指的就是玫瑰，而薔薇色特指紅玫瑰的顏色。

### 文化
在日語中，對所有美好事物的樂觀預想會說是「薔薇色的未來（ばら色の未来）」；反之的悲觀場合則以「灰色」言之。

## 外部連結
- ISCC-NBS Dictionary of Color Names (1955)--Color dictionary used by stamp collectors to identify the colors of stamps--See sample of the color [Dark] Persian Rose (color sample #254) displayed on indicated page.
- ISCC-NBS Dictionary of Color Names (1955)--Color Sample of Tea Rose (color sample #28)
- JIS Z 8102:2001年「物體色名」（日本產業標準調查會、經濟產業省）